# Cephalodiscus fumosus
Cephalodiscus fumosus är en djurart som tillhör fylumet svalgsträngsdjur, och som beskrevs av John 1932. Cephalodiscus fumosus ingår i släktet Cephalodiscus och familjen Cephalodiscidae.
Artens utbredningsområde är Södra Ishavet. Inga underarter finns listade i Catalogue of Life.